# أبو عمرين عبد الله بن أبو الطيب داود
الشريف ابوعمرين عبد الله بن أبو الطيب داود بن عبد الرحمن بن أبي الفاتك عبد الله بن داود بن سليمان ابن حاكم وشريف مكة والحجاز الشريف أبو الطيب داود بن عبد الرحمن وهو أحد الأشراف السليمانيين من بني هاشم التي حكمت مكة والحجاز سنة 403 هـ الموافق 1012م.

## نسبه
هو أبو عمرين عبد الله بن أبو الطيب داود بن عبد الرحمن بن أبي الفاتك عبد الله بن داود المحمود بن سليمان الحرابي بن عبد الله الشيخ الصالح بن موسى الجون بن عبد الله الكامل بن الحسن المثنى بن الحسن بن علي بن أبي طالب.

## تسميته بلقب ابوعمرين
لقب بأبي عمرين بسبب تعرضه للقتل مرتين من قبل الأشراف الموسويين إلا أن بعض المصادر ذكرت بأن الشريف محمد بن جعفر أبي هاشم مؤسس حكم الطبقة الثالثة على مكة والحجاز الأشراف الهواشم من كان يقف ورائها.

## إمارته على مكة المكرمة والحجاز
حكم مكة المكرمة والحجاز لعدة أشهر بعد خلافه مع شقيقه الشريف وهاس بن أبو الطيب داود بن عبد الرحمن الا انه تنازل عن الإمارة لشقيقه وهاس بسبب الخلافات الكثيرة مع الأشراف الموسويين مع العلم بأن اغلب المؤرخين لا يعدوه أحد حكام مكة والحجاز بسبب قلة فترة حكمه.

## وفاته
توفي الشريف ابوعمرين عبد الله بن أبو الطيب داود بن عبد الرحمن في مكة حيث وافته المنية رحمه الله في عام 1056م وصُلّي عليه في المسجد الحرام وعمره تقريبا(60) سنة.

## عائلة أبو عمرين
آل أبو عمرين هي عائلة من بني هاشم من قبيلة قريش وهم أحفاد الشريف أبو الطيب داود بن عبد الرحمن بن أبي الفاتك عبد الله بن داود بن سليمان شريف وحاكم مكة سنة 403 هـ الموافق 1012م. وهي من الأشراف السليمانيين (الطبقة الثانية) من الأشراف التي حكمت مكة بالقرن الخامس الهجري بعد عمومتهم الموسويين (الطبقة الأولى) حيث حكمت مكة والحجاز 4 طبقات من آل البيت. ويقطنون اليوم بمكة المكرمة والمدينة المنورة وتهامة الحجاز وضمد.

### النسب
يرجع نسب آل أبو عمرين إلى فاخر بن مهدي بن محمد بن الحسن بن عز الدين بن إبراهيم بن محمد بن يحيى بن فاخر بن محمد بن القاسم بن المهدي بن القاسم بن بركة بن القاسم بن محمد بن حمزة بن القاسم بن أبو عمرين عبد الله بن أبو الطيب داود بن عبد الرحمن بن أبي الفاتك عبد الله بن داود المحمود بن سليمان الحرابي بن عبد الله الشيخ الصالح بن موسى الجون بن عبد الله الكامل بن الحسن المثنى بن الحسن بن علي بن أبي طالب.

### رموز العائلة
- فاخر ابوعمرين
- محمد ابوعمرين